# Grand Prix automobile de Marseille 1932
Le Grand Prix automobile de Marseille 1932 (I Grand Prix de Marseille) est un Grand Prix qui s'est tenu sur le circuit de Miramas le 25 septembre 1932.

## Grille de départ
| 1re ligne | Pos. 4                 | Pos. 3                | Pos. 2              | Pos. 1                |
| --------- | ---------------------- | --------------------- | ------------------- | --------------------- |
|           | Lehoux Bugatti         | Varzi Bugatti         | Nuvolari Alfa Romeo | Moll Bugatti          |
| 2e ligne  | Pos. 8                 | Pos. 7                | Pos. 6              | Pos. 5                |
|           | Falchetto Bugatti      | De Maleplane Maserati | Fagioli Maserati    | Foucret Mercedes-Benz |
| 3e ligne  | Pos. 12                | Pos. 11               | Pos. 10             | Pos. 9                |
|           | Sommer Alfa Romeo      | Chiron Bugatti        | Braillard Bugatti   | Gaupillat Bugatti     |
| 4e ligne  | Pos. 16                | Pos. 15               | Pos. 14             | Pos. 13               |
|           | Félix Alfa Romeo       | Dreyfus Bugatti       | Ruggeri Maserati    | Zehender Bugatti      |
| 5e ligne  | Pos. 20                | Pos. 19               | Pos. 18             | Pos. 17               |
|           | « Hellé Nice » Bugatti | *                     | *                   | *                     |

## Classement de la course
| Pos. | no | Pilote                         | Écurie                    | Châssis            | Tours | Temps/Abandon                     | Grille |
| ---- | -- | ------------------------------ | ------------------------- | ------------------ | ----- | --------------------------------- | ------ |
| 1    | 26 | Raymond Sommer                 | Privé                     | Alfa Romeo Monza   | 80    | 2 h 17 min 58 s 4 (175,7 km/h)    | 12     |
| 2    | 22 | Tazio Nuvolari                 | SA Alfa Romeo             | Alfa Romeo P3      | 80    | + 46 s 2                          | 2      |
| 3    | 40 | Guy Moll                       | Privé                     | Bugatti Type 51    | 76    | + 4 tours                         | 1      |
| 4    | 32 | Goffredo Zehender Miro Toselli | Privé                     | Alfa Romeo Monza   | 76    | + 4 tours                         | 13     |
| 5    | 14 | Jean Gaupillat                 | Privé                     | Bugatti Type 51    | 75    | + 5 tours                         | 9      |
| 6    | 8  | Luigi Fagioli                  | Officine Alfieri Maserati | Maserati Tipo V5   | 75    | + 5 tours Colonne de direction    | 6      |
| 7    | 38 | Louis Braillard                | Privé                     | Bugatti Type 35B   | 71    | + 9 tours                         | 10     |
| Abd. | 4  | Louis Chiron                   | Privé                     | Bugatti Type 51    | 40?   | Pneumatiques                      | 11     |
| Abd. | 16 | Mlle Hellé Nice                | Privée                    | Bugatti Type 35C   | 40?   | Tuyau d'huile                     | 20     |
| Abd. | 2  | Benoît Falchetto               | Privé                     | Bugatti Type 35B   | 31    |                                   | 8      |
| Abd. | 10 | Pierre Félix                   | Privé                     | Alfa Romeo Monza   | 30?   | Mécanique                         | 16     |
| Abd. | 6  | René Dreyfus                   | Privé                     | Bugatti Type 51    | 19    | Pneus éclatés, voiture abandonnée | 15     |
| Abd. | 18 | Marcel Lehoux                  | Privé                     | Bugatti Type 51    | 18    | Tuyau d'huile                     | 4      |
| Abd. | 30 | Achille Varzi                  | Privé                     | Bugatti Type 51    | 14    | Lame de suspension                | 3      |
| Abd. | 20 | Jean de Maleplane              | Privé                     | Maserati Tipo 26 M | 10    | Perte de pression d'huile         | 7      |
| Abd. | 12 | Michel Foucret                 | Privé                     | Mercedes-Benz SSK  | 5?    | Fuite d'essence                   | 5      |
| Abd. | 24 | Amedeo Ruggeri                 | Officine Alfieri Maserati | Maserati 8C 3000   | 0     | Essieu arrière                    | 14     |
| Np.  | 28 | Hans Stuber                    | Privé                     | Bugatti Type 35B   |       | Non partant                       |        |
| Np.  | 34 | Guy Bouriat                    | Privé                     | Bugatti Type 51    |       | Non partant                       |        |
| Np.  | 36 | Max Fourny                     | Privé                     | Bugatti Type 35C   |       | Non partant                       |        |
| Np.  |    | Jean-Pierre Wimille            | Privé                     | Alfa Romeo Monza   |       | Non partant                       |        |

- Légende: Abd.=Abandon - Np.=Non partant.

## Pole position et record du tour
- Pole position :  Raymond Sommer (Alfa Romeo) par tirage au sort.
- Meilleur tour en course :  Tazio Nuvolari (Alfa Romeo) en 1 min 30 s 0 (199,7 km/h) au cinquante-troisième tour.